# ألتينطاش (تركيا)
مقاطعة ألتينطاش (بالتركية: Altıntaş) هي مدينة ومنطقة في محافظة كوتاهية في منطقة بحر إيجة في تركيا .

## تاريخها
ألتينطاش كانت تعرف سابقًا باسم "كورت كوي". و اسمها "Altıntaş" معناه "الحجر الذهب" باللغة التركية، وقد أُعطي بسبب الترسبات الحجرية الكبيرة خاصة رواسب الرخام في المنطقة.
تم العثور على قطع أثرية من العصر الحجري النحاسي في المنطقة. تقع مدينة سوا الرومانية داخل حدود المنطقة. تم استخراج الرخام في المنطقة في العصور القديمة، بعد أن تم استخدامه في بناء مدينة أيزونوي القديمة القريبة منها. بالقرب من قرية Pınarcık، تم في مدينة رومانية تسمى "Abya" انتاج عملاتها المعدنية الخاصة لها. في قرية عثمانية، تم حفر ضريح من القرن الثاني أو الثالث بعد الميلاد. في وسط حي ألتينطاش، يوجد قبر يسمى قبر سيدسول، تم بناؤه في أواخر القرن التاسع عشر أو أوائل القرن العشرين، ويحتوي على قوس من العصر البيزنطي يصور ديسيس Deesis . في عهد السلطان العثماني بايزيد الثاني، تم قمع تمرد في معركة في ألتينطاش.

## الاسم
في اللعة التركية:
- كلمة taş معناها: حًجًر
- وكلمة Altın معناها: ذهب.

## العصر الحديث
في وقت مبكر من الحرب اليونانية التركية خلال حرب الاستقلال التركية، احتلت القوات اليونانية المنطقة. وقعت أجزاء من معركة دوملوبينار داخل حدود المنطقة ؛ تم إعلان هذه المناطق فيما بعد كمتنزه وطني. أصبحت ألتينطاش منطقة تتبع محافظة كوتاهية في عام 1947.